# Afimico Pululu
Afimico Pululu (Luanda, Angola, 23 de marzo de 1999) es un futbolista internacional angoleño que juega de delantero en el Jagiellonia Białystok de la Ekstraklasa polaca.

## Trayectoria
Comenzó su carrera deportiva en el F. C. Basilea, con el que debutó el 20 de agosto de 2017, en un partido de la Superliga de Suiza frente al F. C. Lugano.
En 2019 se marchó cedido al Neuchâtel Xamax FC.
En 2022 debutó en una de las cinco grandes ligas, tras su fichaje por el Greuther Fürth de la Bundesliga alemana.
Tras una floja temporada en Alemania,fichó en 2023 por el Jagiellonia Białystok, contribuyendo en el título de la Ekstraklasa 2023-24, con 12 goles, siendo la primera liga en la historia del cuadro polaco.
En la Liga Conferencia de la UEFA 2024-25 siguió haciendo historia y destacando con el equipo polaco, brillando en la victoria por 2-0 del Jagiellonia frente al FC Petrocub Hîncești moldavo, con un doblete suyo, y allanando la clasificación a unos históricos cuartos de final, tras hacer otro doblete en la ida de octavos de final frente al Círculo de Brujas belga, al que superaron por 3-0 en el Estadio Municipal de Białystok.Finalmente, fueron eliminados de la competición ante el Real Betis en cuartos, con un marcador gobal de 3-1 a favor del equipo español. A pesar de la eliminación, Pululu se convirtió en el máximo goleador de aquella edición de la Conference, con 8 goles anotados.

## Selección nacional
Nacido en Angola, y de padres de República Democrática del Congo, creció en Francia, por lo que es elegible por cualquiera de estos tres países.
En marzo de 2025, tras ser contactado por la selección de fútbol de Angola y por la selección de fútbol de la República Democrática del Congo, se decantó por la selección angoleña, con la que fue convocado por primera vez para dos partidos de clasificación para la Copa Mundial de Fútbol de 2026 ese mismo mes. Posteriormente se retiró del equipo por razones de salud el 18 de marzo.
En mayo de 2025, Pululu revirtió su decisión de jugar para Angola y prometió su lealtad a la República Democrática del Congo, después de ser persuadido por su entrenador asistente Rafael Hamidi Cuadros. El 8 de mayo, fue convocado para los próximos amistosos contra Mali y Madagascar. 

## Clubes
| Club                        | País     | Año       |
| --------------------------- | -------- | --------- |
| F. C. Basilea               | Suiza    | 2017-2022 |
| Neuchâtel Xamax FC (cedido) | Suiza    | 2019      |
| Greuther Fürth              | Alemania | 2022-2023 |
| Jagiellonia Białystok       | Polonia  | 2023-act. |

## Palmarés

### Títulos nacionales
| Título               | Club                  | País    | Año  |
| -------------------- | --------------------- | ------- | ---- |
| Copa de Suiza        | F. C. Basilea         | Suiza   | 2019 |
| Ekstraklasa          | Jagiellonia Białystok | Polonia | 2024 |
| Supercopa de Polonia | Jagiellonia Białystok | Polonia | 2024 |

### Distinciones individuales
| Distinción                                                  | Año  |
| ----------------------------------------------------------- | ---- |
| Máximo goleador de la Liga Conferencia de la UEFA (8 goles) | 2025 |